# Танака, Кэйдзи
Кэйдзи Танака (яп. 田中 刑事 Танака Кэйдзи, род. 22 ноября 1994, Курасики) — японский фигурист, выступавший в одиночном катании. Он двукратный чемпион Кубка Азии (2016, 2017), вице-чемпион зимней Универсиады (2017) и чемпионата мира среди юниоров (2011), бронзовый призёр этапа гран-при Skate Canada (2019) и NHK Trophy (2016), двукратный вице-чемпион Японии (2017, 2018) и чемпион Японии среди юниоров (2014).

## Биография

### Юниорский период
Кэйдзи Танака родился на острове Хонсю в Курасики в 1994 году. В фигурное катание пришёл довольно поздно, в семилетнем возрасте, однако через 5 лет принял участие в юниорском первенстве Японии, где финишировал в конце второй десятки.
В 2010 году он дебютировал на национальном чемпионате Японии, где сумел занять восьмое место.
В 2011 году на национальном первенстве выступил не совсем удачно оказался только девятым, но по ряду причин был отправлен в южнокорейский город Каннын на юниорский чемпионат мира. Выступление его там было очень удачным, он завоевал серебряную медаль, при этом выиграл произвольную программу.
На следующий сезон Кэйдзи успешно выступил на юниорских этапах Гран-при и пробился в финал в канадский город Квебек. Но его выступление было не самым удачным, он финишировал последним. Также последним он был и в предолимпийский сезон в 2012 году в Сочи на юниорском финале. Однако перед этим он выиграл бронзу и серебро на первенстве Японии среди юниоров и готовился к юниорскому чемпионату в Милане. Однако выступить там ему не удалось из-за травмы.
В олимпийский сезон 2013/14 он удачно выступил на юниорских этапах Гран-при, выиграл оба старта и уверенно прошёл в финал, который проходил на домашнем льду. Его выступление в финале было самым лучшим, он остановился в шаге от подиума, при этом выиграл короткую программу. Эти баллы долгое время были рекордными для фигуриста. Через несколько недель он стал чемпионом Японии среди юниоров. Руководство японской федерации, из-за близости стартов в Олимпийских играх и чемпионата четырёх континентов, приняло решение отправить на континентальный чемпионат второй состав, в который попал Танака. Осенью он уже стартовал во взрослых соревнованиях в Ницце, где занял третье место.

### Взрослый период
Его дебют в Тайбэе на чемпионате четырёх континентов был не самым удачным, на финише Танака был в конце второй двадцатки. На своём последнем юниорском чемпионате мира в Болгарии он провалил произвольную программу и был лишь седьмым. В послеолимпийский сезон фигурист принял участие в одном этапе взрослого Гран-при в КНР.
В следующий год он рано начал сезон. Уже в августе на Кубке Азии в Таиланде ему удалось выиграть серебро. Далее на турнире в США также он оказался с серебряной медалью. Позже Танака принимал участие в одном этапе Гран-при, это было в Японии. В Нагано в упорной борьбе он замкнул пятёрку лучших фигуристов, при этом улучшил свои достижения в произвольной программе и сумме. На национальном чемпионате он финишировал на четвёртом месте и был запасным в национальной сборной. Перед стартом континентального чемпионата был травмирован лидер японцев Юдзуру Ханю и Кэйдзи заменил его в Тайване. В Тайбэе в сложной борьбе он сумел завоевать шестое место и улучшить своё достижение в короткой программе.
Новый предолимпийский 2016/17 сезон фигурист начал вновь, как и в прошлый год рано, на азиатском Кубке в Маниле, который он выиграл. Затем также выступал в США в середине сентября, на турнире в Солт-Лейк-Сити; однако выступил намного неудачно, финишировал лишь десятым. В начале ноября японский фигурист выступал на этапе Гран-при в Москве, где на Кубке Ростелекома занял место в середине турнирной таблицы. Намного удачнее в конце ноября он выступил на заключительном домашнем этапе Гран-при в Саппоро, где занял третье место. При этом были значительно улучшены все прежние спортивные достижения. В конце декабря на национальном чемпионате Танака впервые завоевал медаль и медаль серебряную, правда это произошло при отсутствии японского лидера Ханю. В начале февраля 2017 года японский одиночник выступал в Алма-Ате на зимней Универсиаде. На соревнованиях он уверенно выиграл серебряную медаль. При этом ему удалось улучшить свои прежние достижения в короткой программе и сумме. Через неделю фигурист выступал в Канныне на континентальном чемпионате, который он завершил в середине турнирной таблице. В конце марта он выступил на мировом чемпионате в Хельсинки. При не самом удачном выступление, фигуристу удалось выйти в финальную часть и занять место в конце второй десятки.

### Олимпийский сезон

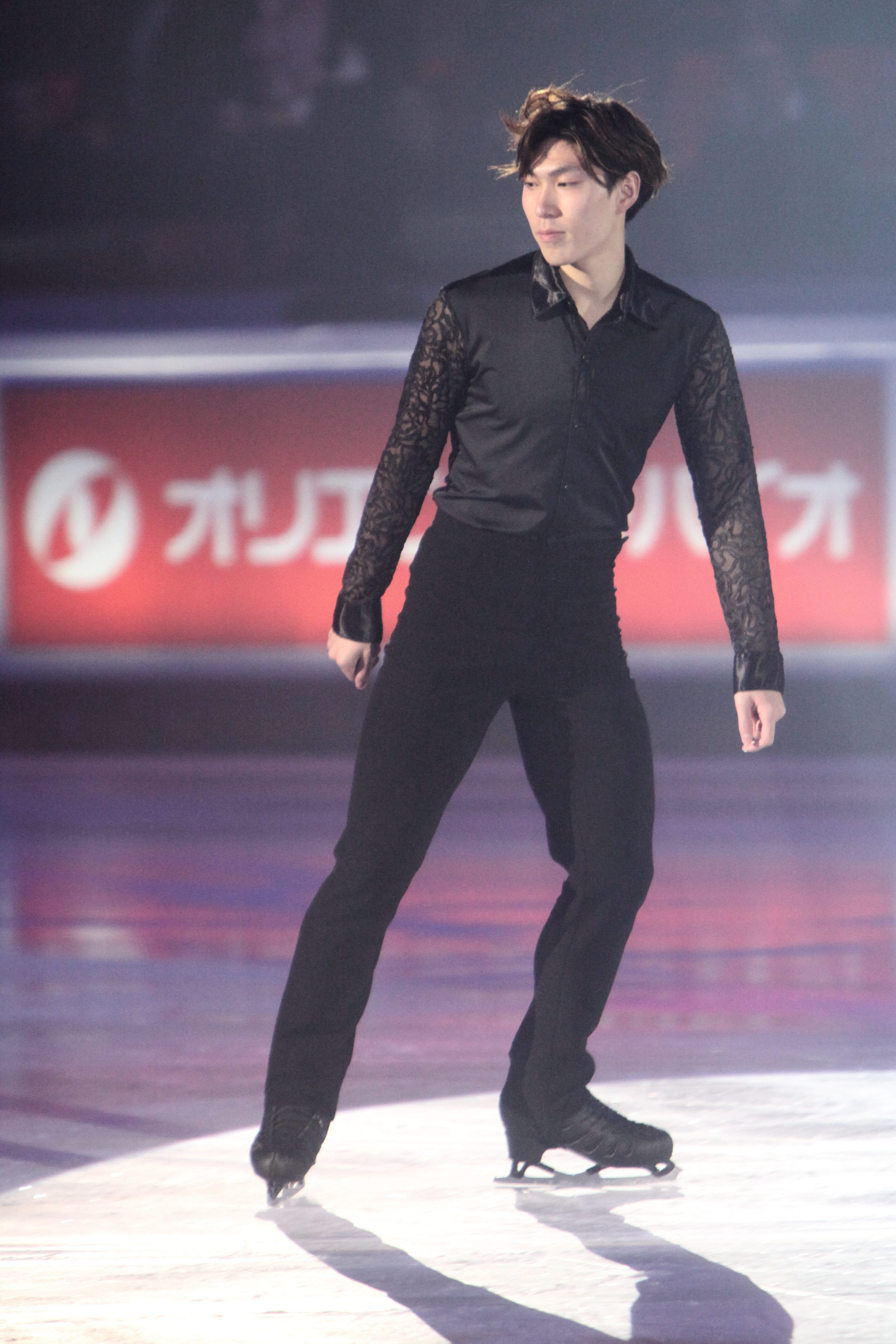
Кэйдзи Танака в показательном выступлении на Гран-при Франции 2018

В начале августа в Гонконге он начал новый сезон 2017/18 на азиатском Трофее и как год назад его выиграл. Через два месяца он принял участие в Братиславе, где на турнире Мемориал Ондрея Непелы, он финишировал в десятке. Менее чем за неделю до старта он снялся с московского этапа Гран-при. Однако через две недели фигурист выступил на китайском этапе серии Гран-при в Пекине, где финишировал в середине таблицы. В конце декабря на национальном чемпионате ему удалось во второй раз стать серебряным медалистом и попасть в состав сборной. Через месяц японский спортсмен выступил на чемпионате четырёх континентов в Тайбэе, где он показал свой самый лучший результат в континентальном чемпионате, придя к финишу четвёртым. При этом он улучшил все свои прежние спортивные достижения. В середине февраля в Южной Корее на командном турнире Олимпийских игр он выступил с произвольной программой. Он в Канныне финишировал в произвольной программе последним. Японская сборная в итоге финишировала пятой. В середине февраля на личном турнире Олимпийских игр японский одиночник выступил неудачно. Он финишировал в конце второй десятки фигуристов.

### Сезон 2018—2022
Новый сезон 2018/19 начал на Мемориале Ондрея Непелы, где завоевал бронзовую медаль. Выступил на двух этапах Гран-при — в Финляндии и во Франции, на обоих турнирах занял восьмое место. На чемпионате Японии завоевал бронзовую медаль. В феврале 2019 года выступил на чемпионате четырёх континентов, где занял седьмое место. В марте на чемпионате мира 2019 стал 14-м. В апреле с составе сборной Японии выступил на командном чемпионате мира в Фукуоке. Танака улучшил все свои лучшие результаты и в составе сборной Японии завоевал серебряную медаль.
Сезон 2019/20 начал на турнире U.S. Classic 2019, где завоевал золотую медаль. На этапе Гран-при Skate Canada 2019 после короткой программы занимал пятое место. В произвольной программе стал третьим, улучшил свой личный рекорд и завоевал бронзовую медаль. На этапе Гран-при Cup of China 2019 занял пятое место. На чемпионате Японии занял четвёртое место. Танака вошёл в состав сборной Японии на чемпионат мира 2020, однако из-за пандемии COVID-19 турнир был отменён.
В сезоне 2020/21 выступил на домашнем этапе Гран-при NHK Trophy 2020, где занял четвёртое место. В декабре 2020 года на чемпионате Японии также занял четвёртое место.
Сезон 2021/22 начал с выступления на своём первом этапе Гран-при Skate Canada 2021, где выступил не совсем удачно и занял десятое место. На втором этапе Гран-при Rostelecom Cup 2021 стал девятым. В декабре 2021 года выступил на чемпионате Японии и завершил турнир на одиннадцатом месте.
11 апреля 2022 года объявил о завершении спортивной карьеры.

## Программы
| Сезон     | Короткая программа                                                                                | Произвольная программа | Показательные выступления |
| --------- | ------------------------------------------------------------------------------------------------- | --- | --- |
| 2021—2022 | - «Shin Evangelion» Сагису Сиро хореография: Кэндзи Миямото                                       | - «Whiplash» Хэнк Леви хореография: Массимо Скали | |
| 2020—2021 | - «Hip Hip Chin Chin» (Maxim Illion Mix) Club des Belugas хореография: Массимо Скали              | - «Шерлок Холмс»: - «My Mind Rebels at Stagnation» - «He’s Killed The Dog Again» - «Ah, Putrefaction » - «Discombobulate» Ханс Циммер хореография: Кэндзи Миямото | - «Evangelion: 3.0+1.0: Thrice Upon a Time» 11170 CH edition 0706 Сагису Сиро хореография: Кэндзи Миямото                                      |
| 2019—2020 | - «Hip Hip Chin Chin» (Maxim Illion Mix) Club des Belugas хореография: Массимо Скали              | - «Шерлок Холмс»: - «My Mind Rebels at Stagnation» - «He’s Killed The Dog Again» - «Ah, Putrefaction » - «Discombobulate» Ханс Циммер хореография: Кэндзи Миямото | - «Pump It» The Black Eyed Peas |
| 2018—2019 | - «Memories» Гэри Мур хореография: Массимо Скали                                                  | - «William Tell Overture» Джоаккино Россини хореография: Массимо Скали                                                                                            | - «Diamond Is Unbreakable» (из аниме «JoJo’s Bizarre Adventure») Yugo Kanno хореография: Мисао Сато                                            |
| 2017—2018 | - «The Prophet» Гэри Мур хореография: Массимо Скали                                               | - фильмы Федерико Феллини Нино Рота хореография: Массимо Скали | - «Just like Fire» Pink - «La traviata» Джузеппе Верди хореография: Массимо Скали - «Унесённые призраками» Дзё Хисаиси хореография: Мисао Сато |
| 2016—2017 | - «Primavera Porteña» («Времена года в Буэнос-Айресе») Астор Пьяццолла хореография: Массимо Скали | - фильмы Федерико Феллини Нино Рота хореография: Массимо Скали | - «Унесённые призраками» Дзё Хисаиси хореография: Мисао Сато                                                                                   |
| 2015—2016 | - «Primavera Porteña» («Времена года в Буэнос-Айресе») Астор Пьяццолла хореография: Массимо Скали | - «La traviata» Джузеппе Верди хореография: Массимо Скали | - «Afro Freak» ARTS хореография: Кэндзи Миямото                                                                                                |
| 2014—2015 | - «Instinct Rhapsody» Икуко Каваи хореография: Кэндзи Миямото                                     | - «La traviata» Джузеппе Верди хореография: Массимо Скали | |
| 2013—2014 | - «Instinct Rhapsody» Икуко Каваи хореография: Кэндзи Миямото                                     | - «Доктор Живаго» (фильм) Морис Жарр хореография: Кэндзи Миямото                                                                                                  | - «Afro Freak» ARTS хореография: Кэндзи Миямото                                                                                                |
| 2012—2013 | - «Afro Freak» ARTS хореография: Кэндзи Миямото                                                   | - «Неприкасаемые» (фильм) Эннио Морриконе хореография: Кэндзи Миямото                                                                                             | - «Rise» Safri Duo хореография: Юсукэ Хаяси |
| 2011—2012 | - «Violentango» Астор Пьяццолла хореография: Кэндзи Миямото                                       | - «Неприкасаемые» (фильм) Эннио Морриконе хореография: Кэндзи Миямото                                                                                             | |
| 2010—2011 | - «Violentango» Астор Пьяццолла хореография: Кэндзи Миямото                                       | - «Болт» Дмитрий Шостакович хореография: Кэндзи Миямото | |

## Спортивные достижения

### С 2015 года

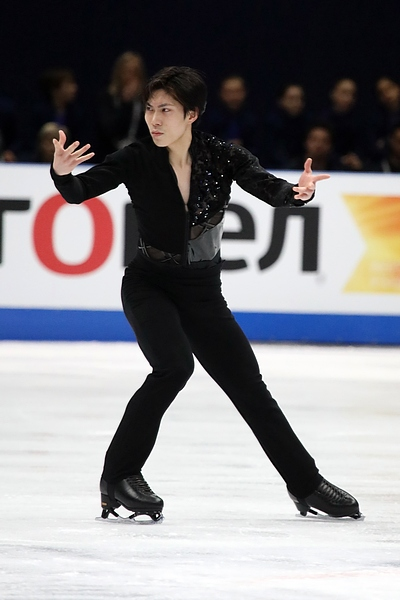
Кэйдзи Танака на чемпионате мира 2018

| Соревнования/Сезон                       | 14/15         | 15/16         | 16/17         | 17/18         | 18/19         | 19/20         | 20/21         | 21/22         |
| Международные                            | Международные | Международные | Международные | Международные | Международные | Международные | Международные | Международные |
| ---------------------------------------- | ------------- | ------------- | ------------- | ------------- | ------------- | ------------- | ------------- | ------------- |
| Олимпийские игры                         |               |               |               | 18            |               |               |               |               |
| Чемпионат мира                           |               |               | 19            | 13            | 14            | С             |               |               |
| Чемпионат четырёх континентов            |               | 6             | 13            | 4             | 7             |               |               |               |
| Этапы Гран-при: Кубок Китая              | 8             |               |               | 7             |               | 5             |               |               |
| Этапы Гран-при: NHK Trophy               |               | 5             | 3             |               |               |               | 4             |               |
| Этапы Гран-при: Кубок Ростелекома        |               |               | 7             | WD            |               |               |               | 9             |
| Этапы Гран-при: Skate Canada             |               |               |               |               |               | 3             |               | 10            |
| Этапы Гран-при: Хельсинки                |               |               |               |               | 8             |               |               |               |
| Этапы Гран-при: Internationaux de France |               |               |               |               | 8             |               |               |               |
| Челленджер: U.S. Classic                 |               | 2             | 10            |               |               | 1             |               |               |
| Челленджер: Мемориал Непелы              |               |               |               | 8             | 3             |               |               |               |
| Challenge Cup                            |               |               |               |               |               | 2             |               |               |
| Кубок Ниццы                              | 3             |               |               |               |               |               |               |               |
| Трофей Азии                              |               | 2             | 1             | 1             |               |               |               |               |
| Gardena Trophy                           | 2             |               |               |               |               |               |               |               |
| Зимняя Универсиада                       |               |               | 2             |               |               |               |               |               |
| Международные командные                  |               |               |               |               |               |               |               |               |
| Олимпийские игры                         |               |               |               | 5             |               |               |               |               |
| Командный чемпионат мира                 |               |               |               |               | 2             |               |               |               |
| Национальные                             |               |               |               |               |               |               |               |               |
| Чемпионат Японии                         | 8             | 4             | 2             | 2             | 3             | 4             | 4             | 11            |

### До 2015 года

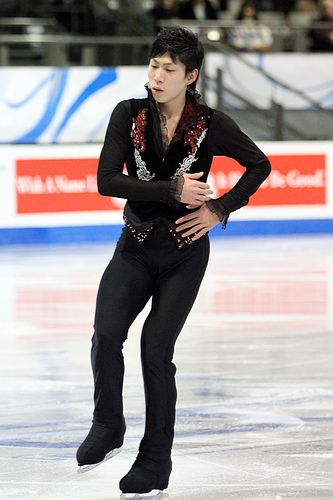
Кэйдзи Танака в 2011 году в финале юниорского Гран-при

| Соревнования/Сезон                        | 06/07         | 07/08         | 08/09         | 09/10         | 10/11         | 11/12         | 12/13         | 13/14         |
| Международные                             | Международные | Международные | Международные | Международные | Международные | Международные | Международные | Международные |
| ----------------------------------------- | ------------- | ------------- | ------------- | ------------- | ------------- | ------------- | ------------- | ------------- |
| Чемпионат четырёх континентов             |               |               |               |               |               |               |               | 17            |
| Турнир в Словении                         |               |               |               |               |               |               |               | 2             |
| Международные среди юниоров               |               |               |               |               |               |               |               |               |
| Чемпионат мира (юниоры)                   |               |               |               |               | 2             | 7             |               | 7             |
| Финал юниорского Гран-при                 |               |               |               |               |               | 6             | 6             | 4             |
| Этапы юниорского Гран-при: Австралия      |               |               |               |               |               | 2             |               |               |
| Этапы юниорского Гран-при: Австрия        |               |               |               |               |               | 3             |               |               |
| Этапы юниорского Гран-при: Чехия          |               |               |               |               |               |               |               | 1             |
| Этапы юниорского Гран-при: Румыния        |               |               |               |               | 3             |               |               |               |
| Этапы юниорского Гран-при: Словакия       |               |               |               |               |               |               |               | 1             |
| Этапы юниорского Гран-при: Словения       |               |               |               |               |               |               | 4             |               |
| Этапы юниорского Гран-при: Великобритания |               |               |               |               | 6             |               |               |               |
| Этапы юниорского Гран-при: США            |               |               |               |               |               |               | 2             |               |
| Трофей Азии                               |               |               | 1             |               |               |               |               |               |
| Национальные                              |               |               |               |               |               |               |               |               |
| Чемпионат Японии                          |               |               |               | 8             | 11            | 7             | 7             | 8             |
| Первенство Японии среди юниоров           | 16            | 8             | 6             | 6             | 9             | 2             | 3             | 1             |